# DOGMA
『DOGMA』（ドグマ）は、the GazettEの8枚目のオリジナルアルバム。2015年8月26日にSony Music Recordsから発売。

## 概要
前作『BEAUTIFUL DEFORMITY』より、およそ1年10か月ぶりとなるオリジナルアルバム。
完全生産限定盤（CD+2DVD+写真集＋BOOK）、初回限定生産盤（CD+1DVD）、通常盤（CDのみ）の3タイプでの発売となる。CDの収録曲に差異はなく、また『DIVISION』以来の、シングルが一枚も収録されていないアルバムとなった。後にリリースされた『UGLY』『UNDYING』は、このアルバムの世界観を引き継ぐ後発シングルである。
なお、完全生産限定盤（CD+2DVD+写真集＋BOOK）のBOXの底は二重底となっている。その中には、金色の紙が入っているが、これは2016年2月28日代々木第一体育館で行われたDOGMATICツアーの最終公演「漆黒」にてエントリーカードと引換えられた。エントリーカードは2016年9月27日幕張メッセにて行われたフリーライブの物。

## 収録内容

### DISC 1 - CD（全タイプ共通）
1. NIHIL
RUKI原曲。SE
2. DOGMA
RUKI原曲。
3. RAGE
RUKI原曲。
4. DAWN
RUKI原曲。
5. DERACINE
麗原曲。
6. BIZARRE
RUKI原曲。
7. WASTELAND
葵原曲。
8. INCUBUS
RUKI原曲。
9. LUCY
RUKI原曲。
10. GRUDGE
葵原曲。
11. PARALYSIS
麗原曲。
12. DEUX
RUKI原曲。
13. BLEMISH
RUKI原曲。
14. OMINOUS
RUKI原曲。

### DISC 2 - DVD（完全生産限定盤・初回限定生産盤）
1. DOGMA（MUSIC VIDEO）

### DISC 3 - DVD（完全生産限定盤のみ）
1. DOCUMENTARY OF ［-13-］ AT 日本武道館
2. DEUX（MUSIC VIDEO）
3. OMINOUS（MUSIC VIDEO）
4. MAKING OF 「DOGMA」 MV
5. TRAILER COLLECTION

- 写真集（A4サイズ／80ページ）
- BOOK（A4サイズ／64ページ）…いずれも完全生産限定盤のみに付属。